# Сухопутні війська Греції
Гре́цькі сухопутні війська (грец. Ελληνικός Στρατός Ξηράς, Ellinikós Stratós Xirás), або Гре́цька а́рмія — сухопутні війська Збройних сил Грецької Республіки, призначені для охорони і оборони держави і захисту її незалежності від зовнішніх небезпек на суходолі.

## Організаційно-штатна структура сухопутних військ Греції
Після довготривалого реформування сухопутних військ, армія Греції має основні 4 складові.
- 1-ша армія (штаб-квартира — Лариса). Відповідає за оборону північного та східного напрямків на материковій частини Греції.
  - 4-й армійський корпус (штаб-квартира — Ксанті), має у своєму складі танкові війська[2]:
    - 12-та механізована дивізія
      - 7-ма механізована бригада
      - 23-тя танкова бригада
      - 31-ша механізована бригада

    - 16-та механізована дивізія
      - 3-тя механізована бригада
      - 21-ша танкова бригада
      - 30-та механізована бригада

    - 20-та танкова дивізія
      - 25-та танкова бригада
      - 29-та механізована бригада
      - 50-та механізована бригада

  - 1-ша піхотна дивізія (штаб-квартира — Верія), має у своєму складі сили спеціального призначення
    - 1-ша десантно-штурмова бригада
    - 13-та бригада ССО
    - 32-га бригада морської піхоти
    - 71-ша аеромобільна бригада
    - 1-ша бригада армійської авіації

  - 2-га механізована дивізія (штаб-квартира — Едеса), стратегічний резерв
    - 24-та танкова бригада
    - 33-тя механізована бригада
    - 34-та механізована бригада
- 3-й армійський корпус (штаб-квартира — Салоніки), має у своєму складі сили швидкого реагування.
  - 8-ма механізована бригада
  - 9-та механізована бригада
  - 10-й піхотний полк
  - 3-тя бригада зв'язку
- Головне командування внутрішніх справ і островів. Штаб-квартира в Афінах. Відповідає за організацію оборони островів в Егейському морі.
  - 5-та аеромобільна бригада
  - 79-та бригада Національної гвардії
  - 80-та бригада Національної гвардії
  - 88-ма бригада Національної гвардії
  - 95-та бригада Національної гвардії
  - 96-та бригада Національної гвардії
  - 98-ма бригада Національної гвардії
- Головне командування сил підтримки. Штаб-квартира в Афінах. Відповідальне за логістику сухопутних військ.

## Техніка та озброєння Греції від 2023 року
| Тип                               | Фото  | Виробництво/Країна | Призначення     | Варіант          | Кількість                               | Примітки |
| Танки                             | Танки | Танки              | Танки           | Танки            | Танки                                   | Танки |
| --------------------------------- | ----- | ------------------ | --------------- | ---------------- | --------------------------------------- | --- |
| Leopard 2                         |       | Німеччина Греція   |                 | Leopard 2A7      | 123                                     | 123 Leopard 2A4s буде оновлено до стандарту A7, ~190 Leopard 1A5 також можуть бути модернізовані в рамках програми..                                                              |
| Leopard 2                         |       | Німеччина Греція   | Leopard 2A6 HEL | 170              | 120-мм гармата.                         | |
| Leopard 2                         |       | Німеччина Греція   | Leopard 2A4/GR  | 183              | 120 мм гармата. Оснащений системами C2. | |
| Leopard 1                         |       | Німеччина          |                 | Leopard 1A5/GR   | 520                                     | 105-мм гармата. |
| M60                               |       | США                |                 | Μ60Α3 TTS        | 100                                     | 105-мм гармата (279 танків Μ60 на зберіганні станом на 2019 рік). |
| M48 Patton                        |       | США                |                 | M48A5 MOLF       | 392                                     | 105 мм гармата. Оснащений системою керування вогнем ЕМЕС-18 (МОЛФ). |
| Бойова машина піхоти              |       |                    |                 |                  |                                         | |
| KF41 Lynx                         |       | Німеччина Греція   |                 | KF41 Lynx        | 170+                                    | 170-205 од. Генеральний штаб армії Греції тепер офіційно висловив інтерес до бойової машини піхоти KF-41 Lynx. Вони можуть бути виготовлені в Греції завдяки передачі технологій. |
| M2 Bradley                        |       | США                |                 | M2A2 Bradley     | ~300                                    | США схвалили поставку до Греції 300 броньованих бойових машин Bradley M2A2 через EDA з резервів армії США.                                                                        |
| Marder                            |       | Німеччина          |                 | Marder-1A3       | 40+                                     | Придбано з Німеччини в обмін на 40 грецьких БМП-1 з такою ж кількістю німецьких БМП Marder. 40/40 доставлено станом на липень 2023 року.                                          |
| Бронетранспортер                  |       |                    |                 |                  |                                         | |
| Leonidas II                       |       | Греція             |                 |                  | 491                                     | Виготовлено грецьким виробником автомобілів ELBO, включає 90 оновлених Leonidas I.                                                                                                |
| M113                              |       | США                |                 | M113A1/1G M113A2 | 1995                                    | 1034 M113A1 і 313 M113A1G (німецький варіант M113A1) |
| MRAP                              |       |                    |                 |                  |                                         | |
| Артилерія                         |       |                    |                 |                  |                                         | |
| Реактивна система залпового вогню |       |                    |                 |                  |                                         | |
| M270 MLRS                         |       | США                |                 |                  | 36                                      | 12×227 мм Також доступні 152 ракети MGM-140A ATACMS Block 1, згідно з програмою модернізації з 2021 року.                                                                         |

## Військові званняв армії Греції
| Офіцерський склад | Офіцерський склад | Офіцерський склад | Офіцерський склад | Офіцерський склад | Офіцерський склад | Офіцерський склад | Офіцерський склад  | Офіцерський склад | Офіцерський склад | Офіцерський склад | Офіцерський склад | Офіцерський склад | Офіцерський склад |
| код НАТО          | OF-10             | OF-9              | OF-8              | OF-7              | OF-6              | OF-5              | OF-4               | OF-3              | OF-2              | OF-1              | OF-1              | OF(D)             | Кадет             |
| ----------------- | ----------------- | ----------------- | ----------------- | ----------------- | ----------------- | ----------------- | ------------------ | ----------------- | ----------------- | ----------------- | ----------------- | ----------------- | ----------------- |
| Греція            | немає             |                   |                   |                   |                   |                   |                    |                   |                   |                   |                   | немає             | немає             |
| Греція            | немає             | Στρατηγός         | Αντιστράτηγος     | Υποστράτηγος      | Ταξίαρχος         | Συνταγματάρχης    | Αντισυνταγματάρχης | Ταγματάρχης       | Λοχαγός           | Υπολοχαγός        | Ανθυπολοχαγός     | немає             | немає             |
| Греція            | немає             | стратег           | генерал-лейтенант | генерал-майор     | бригадний генерал | полковник         | підполковник       | майор             | капітан           | старший лейтенант | лейтенант         | немає             | немає             |

| Сержантський склад | Сержантський склад | Сержантський склад | Сержантський склад | Сержантський склад          | Сержантський склад          | Сержантський склад          | Сержантський склад | Сержантський склад | Сержантський склад | Сержантський склад | Сержантський склад | Сержантський склад | Сержантський склад  | Сержантський склад  | Сержантський склад | Сержантський склад | Сержантський склад | Сержантський склад | Сержантський склад | Сержантський склад | Сержантський склад | Сержантський склад | Сержантський склад                     | Сержантський склад | Сержантський склад | Сержантський склад  | Сержантський склад | Сержантський склад | Сержантський склад | Сержантський склад | Сержантський склад | Сержантський склад |                                    |
| код НАТО           | OR-9               | OR-9               | OR-9               | OR-9                        | OR-9                        | OR-9                        | OR-8               | OR-8               | OR-7               | OR-7               | OR-6               | OR-6               | OR-6                | OR-6                | OR-6               | OR-6               | OR-5               | OR-5               | OR-5               | OR-5               | OR-5               | OR-5               | OR-4                                   | OR-4               | OR-3               | OR-3                | OR-2               | OR-2               | OR-2               | OR-2               | OR-2               | OR-2               | OR-1                               |
| ------------------ | ------------------ | ------------------ | ------------------ | --------------------------- | --------------------------- | --------------------------- | ------------------ | ------------------ | ------------------ | ------------------ | ------------------ | ------------------ | ------------------- | ------------------- | ------------------ | ------------------ | ------------------ | ------------------ | ------------------ | ------------------ | ------------------ | ------------------ | -------------------------------------- | ------------------ | ------------------ | ------------------- | ------------------ | ------------------ | ------------------ | ------------------ | ------------------ | ------------------ | ---------------------------------- |
| Греція             |                    |                    |                    |                             |                             |                             |                    |                    |                    |                    |                    |                    |                     |                     |                    |                    | немає              | немає              | немає              | немає              | немає              | немає              |                                        |                    |                    |                     | немає              | немає              | немає              | немає              | немає              | немає              | немає                              |
| Греція             | Ανθυπασπιστής      | Ανθυπασπιστής      | Ανθυπασπιστής      | Δόκιμος Έφεδρος Αξιωματικός | Δόκιμος Έφεδρος Αξιωματικός | Δόκιμος Έφεδρος Αξιωματικός | Μόνιμος Αρχιλοχίας | Μόνιμος Αρχιλοχίας | Μόνιμος Επιλοχίας  | Μόνιμος Επιλοχίας  | Μόνιμος Λοχίας     | Μόνιμος Λοχίας     | Λοχίας ΕΠΟΠ-ΕΠΥ-ΕΜΘ | Λοχίας ΕΠΟΠ-ΕΠΥ-ΕΜΘ | Έφεδρος Λοχίας     | Έφεδρος Λοχίας     | немає              | немає              | немає              | немає              | немає              | немає              | - Δεκανέας ΕΠΟΠ-ΕΠΥ-ΕΜΘ - Δεκανέας ΟΒΑ | Έφεδρος Δεκανέας   | Υποδεκανέας ΟΒΑ    | Έφεδρος Υποδεκανέας | немає              | немає              | немає              | немає              | немає              | немає              | - Στρατιώτης ΕΠΟΠ/ΟΒΑ - Στρατιώτης |
| Греція             | молодший лейтенант | молодший лейтенант | молодший лейтенант | молодший лейтенант          | молодший лейтенант          | молодший лейтенант          | старшина           | старшина           | старший сержант    | старший сержант    | сержант            | сержант            | сержант             | сержант             | сержант            | сержант            | немає              | немає              | немає              | немає              | немає              | немає              | молодший сержант                       | молодший сержант   | старший солдат     | старший солдат      | немає              | немає              | немає              | немає              | немає              | немає              | солдат                             |

## Зовнішні джерела
- Hellenic Ministry of Defense — Official Site
- Hellenic National Defense General Staff — Official Site [Архівовано 28 серпня 2004 у Wayback Machine.]
- Hellenic Army General Staff — Official Site [Архівовано 28 лютого 2009 у Wayback Machine.]